# E952 (trasa europejska)
E952 – trasa europejska łącznikowa (kategorii B), biegnąca przez Grecję. Długość trasy wynosi 250 km. Przebieg E952: Actium  - Vónitsa - Amfilokia - Agrinio - Lamia